# Друри-Лейн (театр)
«Дру́ри-Лейн» (англ. Theatre Royal, Drury Lane — Королевский театр на Друри-Лейн) — старейший из непрерывно действующих театров Великобритании. В XVII — начале XIX веков считался главным драматическим театром британской столицы.

## История создания
Первый театр был построен на лондонской улице Друри-Лейн по инициативе драматурга Томаса Киллигрю с разрешения короля Карла II и открылся 7 мая 1663 года. Об этом театре сохранились свидетельства Сэмюэла Пипса и других мемуаристов. «Друри-лейн» стал центром английской драмы периода Реставрации. Деревянный театр вмещал до 700 зрителей; каждый вечер здесь был аншлаг. По словам автора Питера Томсона, в течение первых двух веков своего существования «Друри-Лейн» мог «обоснованно претендовать на звание ведущего театра Лондона».
Через девять лет после открытия королевский театр сгорел. Строительство нового каменного здания театра было поручено королевскому архитектору Кристоферу Рену. Новое здание открылось в 1674 году. Оно вмещало до 2000 зрителей. Репертуар театра зиждился на классицистических пьесах Джона Драйдена и Уильяма Конгрива.
Золотым веком «Друри-Лейна» считается первая треть XVIII века, когда им управляли (с 1710 по 1734) драматург и актёр Колли Сиббер, комик Роберт Уилкс и характерный актёр Томас Доггет. В целях сокращения издержек они отказались от дорогостоящих декораций, привлекая в театр зрителей наигранным, жеманным исполнением с налётом кокетства. Эту троицу едко высмеял в «Дунсиаде» Александр Поуп.
Следующий директор, Чарльз Флитвуд, прославился своей скупостью. Он поставил театр на грань краха, хотя именно при нём Дэвид Гаррик блистал в ролях короля Лира и Ричарда III, а Чарльз Маклин впервые истолковал Шейлока как трагический, а не комический образ.
В 1747 году директором театра стал великий английский актёр Дэвид Гаррик. Он стремился придать постановкам и игре актёров большую естественность. В основу репертуара были поставлены пьесы Шекспира, а не их обработки, как было прежде. Под его руководством «Друри-Лейн» стал одним из самых прославленных и передовых театров Европы. Гаррик не просто собрал в театре лучших британских актёров — он создал актёрский ансамбль. Уделяя большое внимание постановочной стороне спектакля, организовал регулярные репетиции; ввёл рампу. Зрителям было запрещено размещаться на сцене (до того времени в английских театрах было нормой, когда наиболее уважаемые и состоятельные посетители располагались прямо на сцене). При нём в Друри-Лейн были поставлены оперы Майкла Арна (в 1760-х годах).

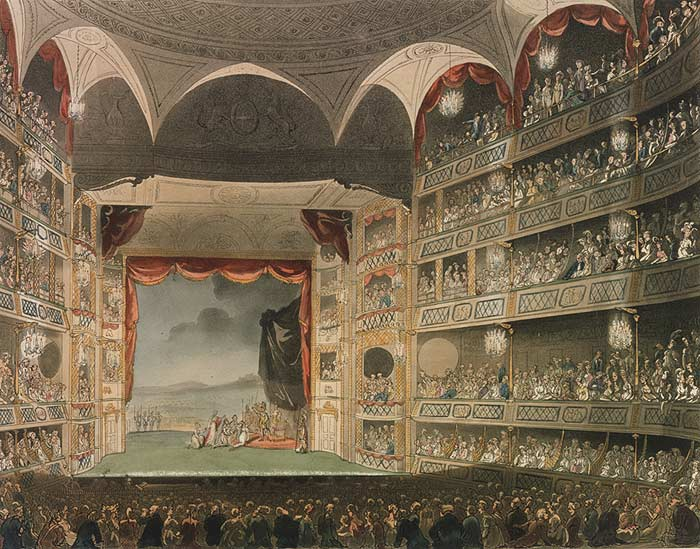
Интерьер театра в 1808 году

В 1776 году Гаррик продал театр Шеридану, который руководил им в течение 12 лет. Гвоздём репертуара при Шеридане была его собственная «Школа злословия», но большое внимание придавалось и постановкам шекспировских пьес. Сильный резонанс в английском обществе получил исполнение Джоном Филипом Кемблем и его сестрой Сарой Сиддонс ролей принца Гамлета и леди Макбет, соответственно.
Во избежание очередного пожара Шеридан задумал снести обветшавшую постройку Рена. В 1794 году на его месте открылось новое здание, однако и оно сгорело 15 лет спустя. Новое здание театра было построено в 1812 году по проекту Бенджамина Уайетта; оно сохранилось до сих пор. Главной звездой обновлённого театра стал неистовый романтик Эдмунд Кин.
В продолжение викторианской эпохи «Друри-Лейн» пришёл в упадок и потерял своё прежнее общеевропейское значение. На рубеже XX века он получил новую жизнь как своего рода мюзик-холл, в котором ставились легкомысленные комедии Дана Лено и музицировал Айвор Новелло. В 1958 году здание театра было признано национальным памятником 1-го класса.
После Второй мировой войны в театре работал Ноэл Кауард, ставились британские версии мюзиклов Ричарда Роджерса и Хаммерстайна. В 1974 году в «Друри-Лейн» с успехом выступала труппа комиков «Монти Пайтон». В настоящее время старейшим театром Англии владеет композитор Эндрю Ллойд Уэббер.

### 350-летие (2013 год)
15 мая 2013 года Ллойд Уэббер объявил о реставрации театра стоимостью 4 миллиона фунтов стерлингов в ознаменование его 350-летия. Используя команду специалистов, детальная реставрация вернула общественные зоны ротонды, королевские лестницы, которые были частью театра 1810 года, к их первоначальному стилю регентства.

## Крупнейшие постановки XX и XXI веков
Четыре мюзикла Роджерса и Хаммерштейна дебютировали в Лондоне в «Друри-Лейне», почти непрерывно удерживаясь на сцене почти десять лет, включая («Оклахома!» (1947—1950), «Карусель» (1950—1951), «Юг Тихого океана» (1951—1953) и «Король и я» (1953—1956).
Более поздними постановками являются «Кордебалет» (1976—1979), «42-я улица» (1984—1989), «Мисс Сайгон» (1989—1999, самый продолжительный спектакль театра), Продюсеры (2004—2007), Властелин колец (2007—2008), Оливер! (2009—2011) и Шрек: Мюзикл (2011—2013). Мюзикл «Чарли и шоколадная фабрика» игрался с 2013 по январь 2017 года.